# Kabasu Babo
Kabasu Babo (Congo Belga, 4 de marzo de 1950-30 de enero de 2022) fue un futbolista de República Democrática del Congo que jugó en la posición de delantero.

## Carrera

### Club
| Periodo   | Club       |
| --------- | ---------- |
| 1968-1975 | AS Bilima  |
| 1975-1985 | US Bilombe |

### Selección nacional
Jugó para Zaire en tres ocasiones de 1974 a 1976 y anotó un gol; participó en la Copa Mundial de Fútbol de 1974 y en la Copa Africana de Naciones 1976.